# Ray Mercer
Ray Mercer (* 4. April 1961 in Jacksonville, Florida als Raymond Anthony Mercer) ist ein ehemaliger US-amerikanischer Boxer und von Januar bis Dezember 1991 Weltmeister der WBO im Schwergewicht. Als Amateur gewann er die Goldmedaille im Schwergewicht bei den Olympischen Sommerspielen 1988 in Seoul.

## Amateurkarriere
Mercer begann mit dem Boxsport erst 1983 als Soldat der Army in seinen damaligen Stationierungsorten Schweinfurt sowie Baumholder und gewann im Laufe seiner Amateurkarriere 85 von 91 Kämpfen. Er war Mitglied in der Boxabteilung des 1. FC Kaiserslautern und trainierte unter FCK-Boxtrainer Günter Wiewecke.
Nachdem er sämtliche Meisterschaften des Militärbereichs gewonnen hatte, war er automatisch für die US-Meisterschaften im März 1988 in Colorado Springs qualifiziert und gewann auch dort mit einem Finalsieg gegen Jerry Goff die Goldmedaille im Schwergewicht. Er konnte daraufhin im Juli 1988 an der nationalen Olympiaqualifikation in Concord teilnehmen und gewann das Turnier unter anderem mit Siegen gegen Tommy Morrison und Michael Bentt. Einige Tage später gewann er dann auch mit einem erneuten Sieg gegen Michael Bentt die Box-offs in Las Vegas.
Er konnte daraufhin im September 1988 an den Olympischen Sommerspielen in Seoul teilnehmen und siegte dabei jeweils vorzeitig gegen Rudolf Gavenčiak, Luigi Gaudiano, Arnold Vanderlyde und Baik Hyun-man, wodurch er Olympiasieger im Schwergewicht wurde.

## Profikarriere
Mercer bestritt sein Profidebüt im Februar 1989 und gewann 18 Kämpfe in Folge, davon 13 vorzeitig. Er schlug unter anderem 1989 Ossie Ocasio und 1990 Bert Cooper, ehe er am 11. Januar 1991 in Atlantic City den bis dahin ebenfalls unbesiegten Francesco Damiani (Kampfbilanz: 27-0) durch K. o. in der neunten Runde besiegen und dadurch WBO-Weltmeister im Schwergewicht werden konnte. Am 18. Oktober 1991 verteidigte er den Titel in Atlantic City durch TKO in der fünften Runde gegen Tommy Morrison (28-0).
Im Dezember 1991 wurde ihm der Titel entzogen, da er nicht gegen den Pflichtherausforderer Michael Moorer antreten wollte, sondern stattdessen am 7. Februar 1992 in Atlantic City gegen Larry Holmes (53-3) in den Ring stieg. Diesen Kampf verlor Mercer jedoch einstimmig nach Punkten. Nach zwei Aufbausiegen verlor er am 6. Februar 1993 ebenfalls einstimmig und überraschend gegen den Journeyman Jesse Ferguson (18-9). Diese Niederlage machte einen bereits zugesagten WM-Kampf gegen Riddick Bowe zunichte und führte durch die Aussagen von Ferguson, welcher angegeben hatte, während des Kampfes mehrmals von Mercer Geld angeboten bekommen zu haben, wenn er den Kampf verlieren würde, zu einer Anklage gegen Mercer wegen versuchter Bestechung im Sport. Als Beweise wurden eine eidesstattliche Erklärung von Ferguson sowie die Aufnahme des übertragenden Fernsehsenders HBO vorgelegt, auf denen jedoch keine diesbezüglichen Absprachen festgestellt werden konnten. Mercer selbst bestritt die Vorwürfe. Nach einem rund zweiwöchigen Prozess wurde Mercer schließlich vor dem Obersten Gerichtshof von Manhattan freigesprochen.
Nach zwei folgenden Siegen kam es im November 1993 zum Rückkampf mit Jesse Ferguson, den er knapp durch Split Decision nach Punkten gewann. Gegen Marion Wilson (7–9) erreichte er hingegen im Juli 1994 nur ein Unentschieden.
Trotz dieser Leistung konnte er am 20. Mai 1995 in Atlantic City gegen Evander Holyfield (30-2) boxen und verlor einstimmig nach Punkten. Auch seinen nächsten Kampf, am 10. Mai 1996 in New York City, verlor er durch Mehrheitsentscheidung nach Punkten gegen Lennox Lewis (28-1).
Anschließend blieb Mercer in sieben Kämpfen ungeschlagen und siegte dabei unter anderem gegen Tim Witherspoon (45-4) und Don Steele (44-2) Am 29. Juni 2002 konnte er in Atlantic City erneut um den WBO-Weltmeistertitel im Schwergewicht boxen, verlor den Kampf jedoch gegen den Titelträger Wladimir Klitschko (38-1) durch TKO in der sechsten Runde.
Nach vier folgenden Siegen, verlor er am 26. August 2005 durch K. o. in der siebenten Runde gegen Shannon Briggs (42-4). Eine weitere Niederlage erlitt er im Januar 2008 nach Punkten gegen Derric Rossy (17-1).
Seinen letzten Kampf bestritt er am 5. September 2008 im Alter von 47 Jahren gegen Richel Hersisia (30-2) und gewann per Mehrheitsentscheidung.

## Sonstiges
Mercer wurde als Sohn eines Soldaten der Army geboren und musste aufgrund von Stationierungen seines Vaters mehrmals umziehen, unter anderem lebte er im Alter von 15 Jahren auch in Deutschland und besuchte eine US-Schule in Hannover. Insgesamt diente er acht Jahre bei der Armee und erreichte den Rang eines Sergeant. 2019 war er verheiratet, Vater von vier Kindern und lebte in Fayetteville (North Carolina).
Beim Cage Fury Fighting Championship 5 am 23. Juni 2007 in der Boardwalk Hall in Atlantic City gab er sein MMA-Debüt. Er verlor gegen Kimbo Slice nach Aufgabe. Am 13. Juni 2009 trat er in einem MMA-Kampf gegen den ehemaligen UFC-Schwergewichtschampion Tim Sylvia an und gewann durch K. o. in der ersten Runde.
2013 fand er Aufnahme in die New Jersey Boxing Hall of Fame und 2018 in die Atlantic City Boxing Hall of Fame.